# Weno Town
Weno Town är en delstatshuvudstad i Mikronesiska federationen.   Den ligger i kommunen Weno-Choniro Municipality och delstaten Chuuk, i den västra delen av landet, 700 km väster om huvudstaden Palikir. Weno Town ligger 4 meter över havet och antalet invånare är 13 856. Den ligger på ön Upwein.
Terrängen runt Weno Town är varierad.  Det finns inga andra samhällen i närheten. 